# 城北ライダース
城北ライダース（じょうほくライダース）は、1950年代から1960年代末まで存在したオートバイのクラブ。主として日本国内のモトクロスやロードレースに出場し、所属ライダーが好成績を収め続けた。クラブ員から4輪レースの名ドライバーを輩出し、レーシングコンストラクターでチューニングパーツのメーカーでもある東名自動車（現在の東名パワード）の母体にもなった。

## 略歴
1950年代半ば、鈴木誠一、久保和夫、松内弘之、久保寿夫などのバイク仲間が親密な関係になり、次第にクラブ組織のようになっていったと言われる。
1956年、鈴木誠一や久保和夫らが埼玉で開催されたスクランブル（モトクロス）レースに出場。これがデビューレースと言われる。鈴木は125ccクラスで優勝（ヤマハYA-1）、久保は250ccクラスで2位（ヤマハYD-1）。
1958年、浅間高原自動車テストコースで開催された第一回全日本クラブマンレース出場に際し、全日本モーターサイクルクラブ連盟（MCFAJ）加盟クラブとして、正式に「城北ライダース」という名で組織化されたと言われる。クラブ会長は久保和夫ら兄弟の父、久保正一が務めた。
初期にはヤマハ車の改造車でレースやモトクロスに出場していた。1960年ごろにスズキからバックアップを受けるようになり、車両やパーツを供給され、クラブ活動費も支給されていたと言われる。
当初は会長の久保正一が経営する（大谷口モータース）自動車整備工場（東京都板橋区）が本拠地だったが、やがて鈴木誠一の実家（東京都板橋区）にクラブの作業場ができ、1960年代後半には神奈川県川崎市のスズキ所有の建物が本拠地になった。
鈴木誠一が日産ワークス（宣伝部管轄。後の大森ワークス）と関係ができたことにより、城北ライダースの作業場で日産ワークスの4輪マシン（市販車改造マシン）の製作が行われていた時期がある（1964年前後）。4輪マシンの製作も、2輪と同様にドライバーが自ら行う形だった。
1965年に鈴木誠一や都平健二が4輪に転向したこと、スズキのレース活動が縮小されたこと、1968年に城北ライダース有志により東名自動車が発足したことなどにより、城北ライダースは矢島金次郎が引き継ぎ東京都調布市に本拠を置きチーム運営をしていたが諸事情によりその後一緒にショップ運営をしていた村上3兄弟が後を引き継ぎ現在は城北ムラカミ（東京都足立区）内にてチームは運営されていたが2011年暮れに、久保靖夫の二男、亨がチームを引き継ぎ、新しい代表となりMCFAJを中心としたレース活動をしながら城北ライダースホームページ(http://www.jyohokuriders.com/)の運営も行っている。
2020年3月15日に城北ライダースの前会長を務めた村上恒誓が74歳で急死。1980年に矢島金次郎からチームを引き継ぎ、兄弟で30数年の間、城北ライダースを率いていた。

## 主な所属ライダー
鈴木誠一
クラブの主将的な存在で、ライディング技術だけでなく、マシンのチューニングの技能にも長けていたと言われる。1962年にスズキワークスライダーとして渡欧し、ロードレース世界GPに出場。1964年の第2回日本GP（4輪）で日産にスポット加入し、1965年に日産宣伝部チーム（後の大森ワークス）と正式契約し4輪に転向。東名自動車の設立にも関係した。
久保和夫
1960年代の国内モトクロスで実力ナンバーワンと言われた。1965年にスズキワークスライダーとして、日本人として初めてモトクロス世界GPに出場。東名自動車の設立にも関係し役員を務めている。後にスズキ系のレースマシンのサプライヤーとしてSRSクボを設立。
松内弘之
クラブ結成時は大学生。後にヤナセに勤務。
久保寿夫
久保和夫の実兄。寿夫と和夫の兄（長兄）である久保靖夫もメカニックなどとしてクラブに参加。やはり東名自動車の設立に関係している。
矢島金二郎
城北ライダースを引き継ぎその後ももスズキワークスライダーとして、1970年代までモトクロスで活躍。選手を引退後に出場したアマチュア向けエンデューロで、コースを逆走してきた大会係員と衝突し死去。
藤井敏雄
城北ライダースチーム員として国内モトクロスに出場後、スズキの社員ライダーに転身し、ロードレース世界GPにも出場。後にカワサキに移籍し、1966年のマン島TTレースで事故死。
森下勲
トーハツ社員から城北ライダースチーム員に転向。国内モトクロスに出場後、スズキワークスライダーとしてロードレース世界GPに出場し、優勝も果たしている。
菅家安智
モトクロスで活躍後4輪カートに転向し、若年期のアイルトン・セナを破って世界戦のポールポジションを奪ったこともある。スズキ系のチューニングショップを開き、カートや2輪のチューニングパーツを販売。
都平健二
1960年代半ば、他チームから城北ライダースに移籍。1965年に鈴木誠一と共に日産宣伝部チーム（後の大森ワークス）と契約し4輪に転向。ただし数年間は2輪活動も並行して行っていた。
黒沢元治
他チームで国内2輪レース活動を行った後、1965年に日産宣伝部チームに加入。鈴木誠一の同僚になったのを期に城北ライダースのチーム員に編入される形となり、都平健二と同様、数年間は4輪レースと2輪レース（モトクロスやロードレース）を並行して行っていた。
長谷見昌弘
他チームで国内2輪レース活動を行った後、1965年に日産宣伝部チームに加入。黒沢元治とほぼ同様の経緯で、城北ライダースチーム員として2輪活動を行った。
土屋春雄
2輪モトクロスを志して上京し、押しかけ弟子のような形で城北ライダースに加入したと言われる。関係者の間で有名な「ヤマさん」という愛称は、「ヤマ（田舎）から出てきた」ことに由来。東名自動車にも参加したが、後に独立して土屋エンジニアリングを設立。息子はレーシングドライバーの土屋武士。